# Etán (personaje bíblico)

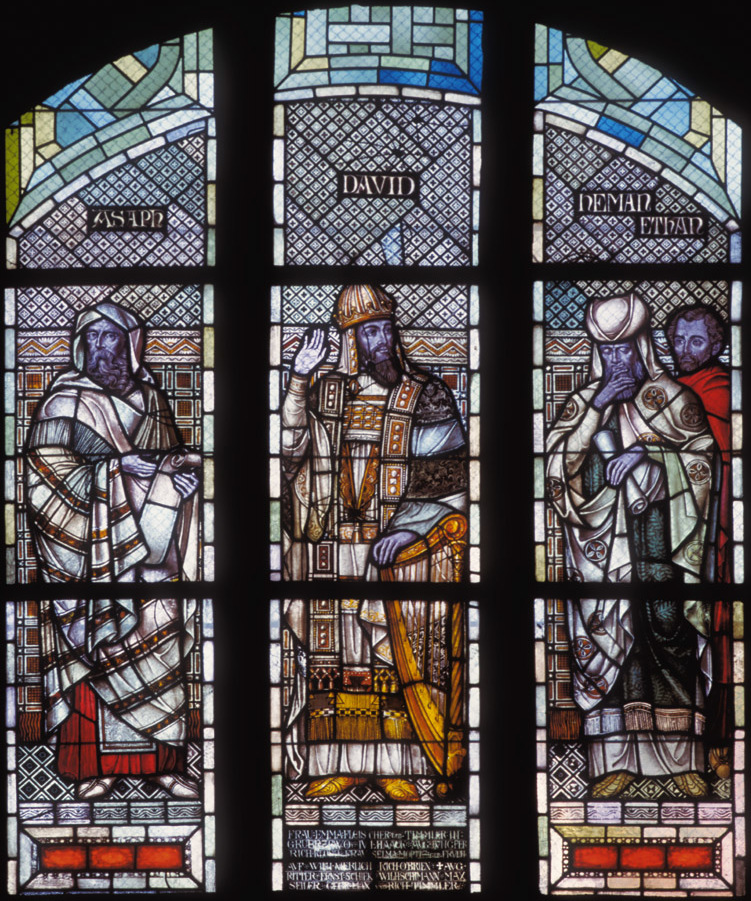
Etán (en el extremo derecho, con túnica roja), representado en la iglesia luterana de Santa María en Legnica

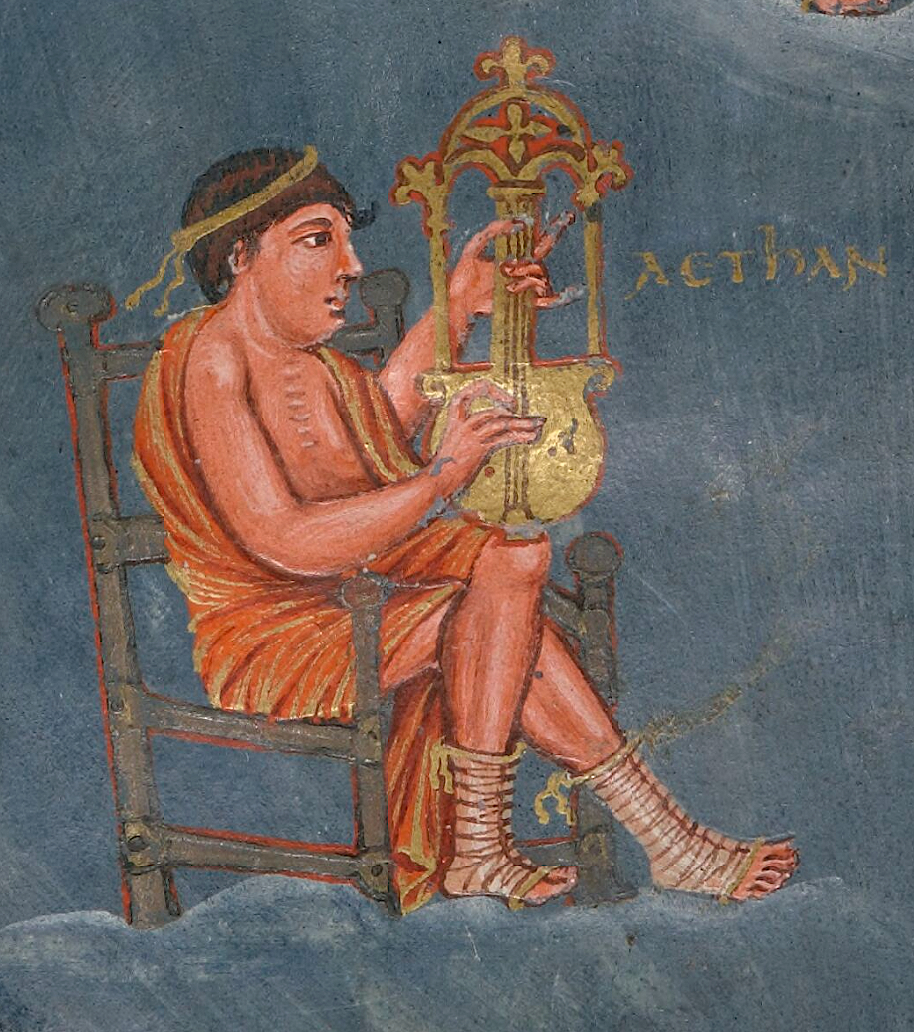
Aethan o Etán, de la Biblia de Vivian, circa 845 d. C., Imperio carolingio.

Etán (אֵיתָן) el esraita, se menciona en la Biblia hebrea. Ethan era un niño de la corte del rey David muy conocido por su sabiduría. Fue autor de 89: este Salmo se titula «un ”maschil“ o contemplación de Etán el ezraíta». El predicador bautista Charles Spurgeon teorizó que se trataba de la misma persona que Jedutún. El teólogo John Gill se refiere a una tradición judía que identifica a Etán con Abraham, a Heman con Moisés, y a Calcol con José.
Etán significa «fuerte y optimista, sólido y duradero, permanente». El nombre Etán aparece ocho veces en la Biblia hebrea (Libros de los Reyes 1:4:31, Salmo 89 título, 1 Crónicas. 2:6 y 2:8, 1 Crónicas. 6:42 y 6:44, y 1 Crónicas. 15:17 y 15:19).
Era un modelo de sabiduría con quien el rey Salomón se compara favorablemente. Llamado allí «Etán el ezraíta», a quien el título del Salmo 89 atribuye la autoría de ese poema. 
Un «hijo de Kishi» o «Kishaiah», de la rama Merarita de los levitas, y también, junto con Heman y Asaf, puesto por el Rey David al frente del servicio de los cantos (1 Crónicas 6:44; 1 Crónicas 15:17, 19).
Un antepasado de Asaf de la rama gersonita de los levitas (1 Crónicas 6:42).